# Filippo Acciajuoli
Filippo Acciajuoli, né le 12 mars 1700 à Rome, dans les États pontificaux, et mort le 24 juillet 1766 à Ancône, également danses États pontificaux, est un cardinal italien.

## Biographie
Acciajuoli étudie à l'université Sapienza de Rome. Il est protonotaire apostolique participantium, référendaire au tribunal suprême de la Signature apostolique, vice-légat en Romagne (ou Romandiola), gouverneur de Città di Castello. Il exerce plusieurs fonctions au sein de la curie romaine, notamment à la Congrégation du Concile, comme clerc et doyen de la chambre apostolique, secrétaire de la Congregation Riparum, vicaire de S. Maria in Via Lata et gouverneur de Montone. 
Il est nommé archevêque titulaire de Petra-en-Palestine en 1743 et est consacré le 21 décembre de la même année par Benoit XIV avec comme co-consécrateurs l'archevêque titulaire d'Anazarbus (de) Giuseppe Maria Saporiti et l'archevêque titulaire de Théodosie (de) Michele Maria Vincentini. Il est nommé nonce apostolique en Suisse en 1744 et au Portugal (en) en 1754.
Le pape Clément XIII le crée cardinal lors du consistoire du 24 septembre 1759. Le cardinal Acciajuoli est expulsé du Portugal le 15 juin 1760 par le Premier ministre Sebastião José de Carvalho e Melo, marquis de Pombal, à cause de son intervention au nom des jésuites. Il est nommé au diocèse d'Ancône en 1763.

## Succession apostolique
Filippo Acciajuoli a ordonné les évêques suivants :
- Évêque Joseph Hubert de Boccard (de) (1746)
- Évêque Gaspar Afonso da Costa Brandão (1756)
- Évêque António Caetano da Rocha (pt) (1756)
- Archevêque Antônio de São José Moura Marinho (pt), O.E.S.A. (1756)
- Évêque Aleixo de Miranda Henriques (pt), O.P. (1758)
- Archevêque Guglelmo Camaldari (1762)
- Archevêque Tiberio Borghesi (it) (1762)
- Évêque Paolo Maurizio Caissotti (it), C.O. (1762)